# Tour de França de 1912

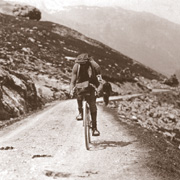
Eugène Christophe, pujant el coll del Galibier, camí de la seva tercera victòria d'etapa consecutiva en aquesta edició del Tour.

El Tour de França de 1912 fou la desena edició del Tour de França i es disputà entre el 30 de juny al 28 de juliol de 1912, amb un recorregut molt similar al de l'any anterior, amb etapes que superaven els 400 km i els grans ports dels Alps i els Pirineus. La cursa comptà amb un recorregut de 5.289 km, dividits en 15 etapes, que es van córrer a una velocitat mitjana de 27,763 km/h. Després d'haver guanyat quatre etapes a la Volta a Bèlgica, l'equip Alcyon contractà a Odile Defraye per ajudar a Gustave Garrigou a repetir la victòria aconseguida el 1911. Amb tot, a mesura la cursa avançava, es va veure que Defraye estava més en forma que el seu cap de files, cosa que li va valdre el mallot groc. Eugène Christophe (Armor) acabà segon, mentre Gustave Garrigou (Alcyon) acabà en tercera posició.
Aquesta fou la primera victòria belga en un Tour, i la primera vegada que França no dominava la classificació dels Top ten, ja que Bèlgica, amb 7 ciclistes, passava a dominar les primeres posicions; un domini que duraria fins al 1923.
Cada vegada són més els corredors que prenen part al Tour agrupats en un equip. Amb tot, encara són majoria els corredors que ho fan en solitari.

## Canvis respecte a l'edició anterior
La classificació per punts emprada en les edicions anteriors continua vigent, i com en anys anteriors es va depurar dues vegades: després de la vuitena i catorzena etapa. Amb tot, el mètode de càlcul es va modificar en un aspecte: si un o més ciclistes, amb excepció dels set primers classificats, arribaven amb el mateix temps, es repartien els punts. Així, en la vuitena etapa els tretze primers classificats van acabar amb el mateix temps. Els set primers a creuar la línia van obtenir el nombre de punts que els pertocava, però del vuitè al tretzè tots van obtenir 10,5 punts.
Tècnicament, les bicicletes van ser similars a les de 1911, i sols Stéphanois Panel experimentà amb un sistema de canvi. Això va ser ràpidament prohibit en posteriors edicions per l'organitzador del Tour, Henri Desgrange, i no va ser fins a 1937 quan es va tornar a permetre el seu ús.

## Participants
En l'edició del Tour de 1912 van ser 131 els ciclistes que van prendre la sortida. Hi havia 10 equips amb cinc corredors cadascun, entre els quals hi havia els principals favorits a la victòria final. Els altres 81 ciclistes corrien en la categoria d'isolés. L'equip Alcyon tenia en les seves files al principal favorit, Gustave Garrigou, el vencedor del Tour de 1911. Per ajudar-lo van contractar Odile Defraye, que havia tingut un paper destacat a la Volta a Bèlgica de 1912. En un primer moment l'equip Alcyon no volia seleccionar Defraye, però el representant belga del patrocinador els pressionà i finalment Defraye fou seleccionat.

## Desenvolupament de la cursa

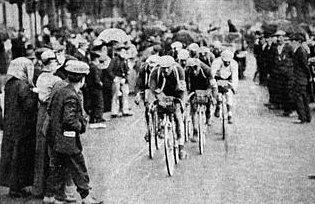
El gran grup durant el Tour de França de 1912.

Durant la primera etapa els favorits es van mantenir en un segon terme, cosa que va ser aprofitada per Charles Crupelandt per guanyar l'etapa. Defraye acabà en 14a posició, mentre Garrigou ho feia el 21è. En la segona etapa Defraye i Garrigou van demostrar ser els més forts, presentant-se en solitari en l'arribada a Longwy. Defraye fou el vencedor d'etapa i passà a ocupar la segona posició en la general, sols un punt rere Vincenzo Borgarello, el primer italià líder de la cursa en la història del Tour. Quan Garrigou es va veure afectat per una sèrie de punxades fruit de claus escampats per brètols Defraye el va esperar. Durant la llarga persecució, per la resta de corredors va quedar clar que Defraye era més fort que Garrigou, el qual fins i tot va animar a Defraye per continuar sol. Defraye va passar a ser un dels favorits a la victòria final, i els seus companys d'equip van passar a ajudar-lo a partir d'aquest moment. En ser el primer belga amb serioses opcions per guanyar el Tour de França, tots els seus compatriotes, independentment de l'equip a què pertanyessin, el van passar a ajudar. La tercera etapa, durant la qual va abandonar Emile Georget fruit de forts dolors d'estómac, fou molt monòtona i sols es va animar en l'ascensió al coll del Ballon d'Alsace.
Un dels rivals que quedaven era Octave Lapize. En la cinquena etapa, amb el pas pels colossos alpins d'Aravis, Télégraphe, Galibier i Lautaret, Defraye va tenir problemes als genolls i va perdre mitja hora respecte Christophe i Lapize. La classificació es va comprimir i els tres primers classificats quedaren distanciats per un sol punt. En la sisena etapa Defraye va atacar i només Lapize el va poder seguir mentre pujaven junts la darrera de les dificultats alpines, el coll d'Allos. Una punxada de Defraye, en el darrer quilòmetre, va permetre a Lapize guanyar l'etapa i passar a compartir el liderat amb Defraye. En la setena etapa Defraye torna a punxar, però va poder recuperar-se i guanyar l'etapa, cosa que li permet consolidar el liderat, amb tres i sis punts d'avantatge respecte als immediats perseguidors. La vuitena etapa, totalment plana, va ser de transició, a l'espera de noves lluites en acostar-se als Pirineus, i fins a 30 corredors es van disputar la victòria a l'esprint. Durant la novena etapa Defraye va atacar al pas pel coll de Portet d'Aspet i Lapize no el va poder seguir. Posteriorment Lapize va aturar-se com a protesta perquè tots els belgues ajudaven a Defraye. Lapize va dir: "Com es pot esperar que jo pugui lluitar en aquestes condicions?" Els dos companys d'equip que li quedaven en cursa, Charles Crupelandt i Marcel Godivier, van decidir no prendre la sortida en la següent etapa com a senyal de protesta.
Eugene Christophe, que havia dominat la cursa als Alps, amb tres victòries d'etapa consecutives, incloent una escapada en solitari de 315 quilòmetres, i que havia compartit el liderat amb Defraye, passà a ser el segon classificat després de la retirada de Lapize. Christophe no era un bon esprintadot, per la qual cosa necessitava deixar enrere Defraye si volia recuperar punts. Amb tots els belgues ajudant Defraye, aquesta era una tasca impossible. Així, en la desena etapa, amb el pas pels colls de Pèira Sorda, Aspin, Tourmalet i Aubisca tot i que Christophe va treure 20 minuts a Defraye en l'arribada a Baiona, a l'hora de la veritat sols recuperà un punt, ja que un fou segon i l'altra tercer.
Christophe no fou una amenaça real i Defraye va guanyar la cursa sense cap mena d'oposició. Si el Tour de França s'hagués decidit per temps en lloc de per punts, Christophe hauria liderat la cursa fins a la darrera etapa, quan coneixedor de la impossibilitat de guanyar la cursa va deixar escapar un grup en què hi havia el líder que arribà a meta amb més d'un quart d'hora d'avantatge.

## Resultats

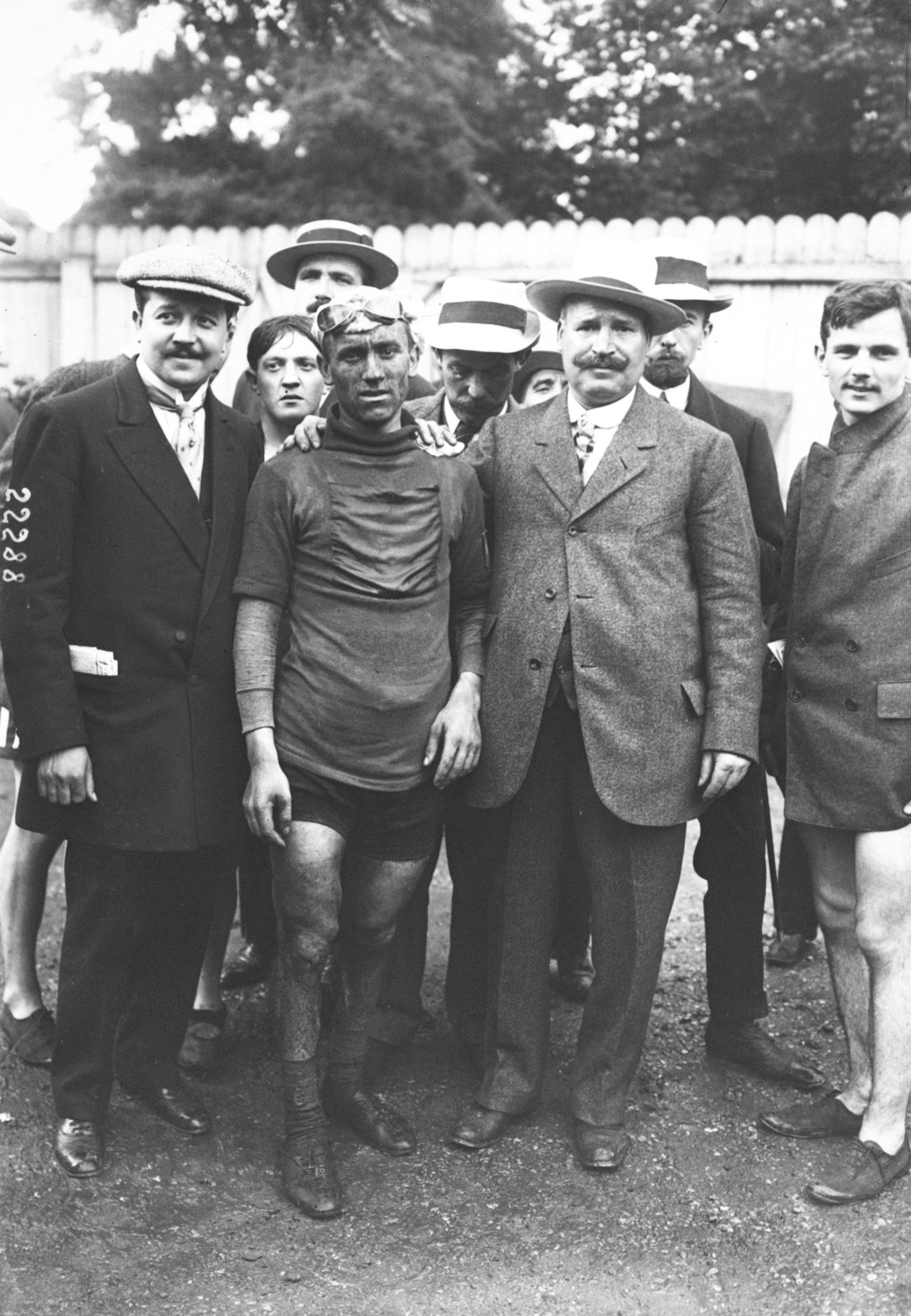
Odile Defraye, en l'arribada a París.

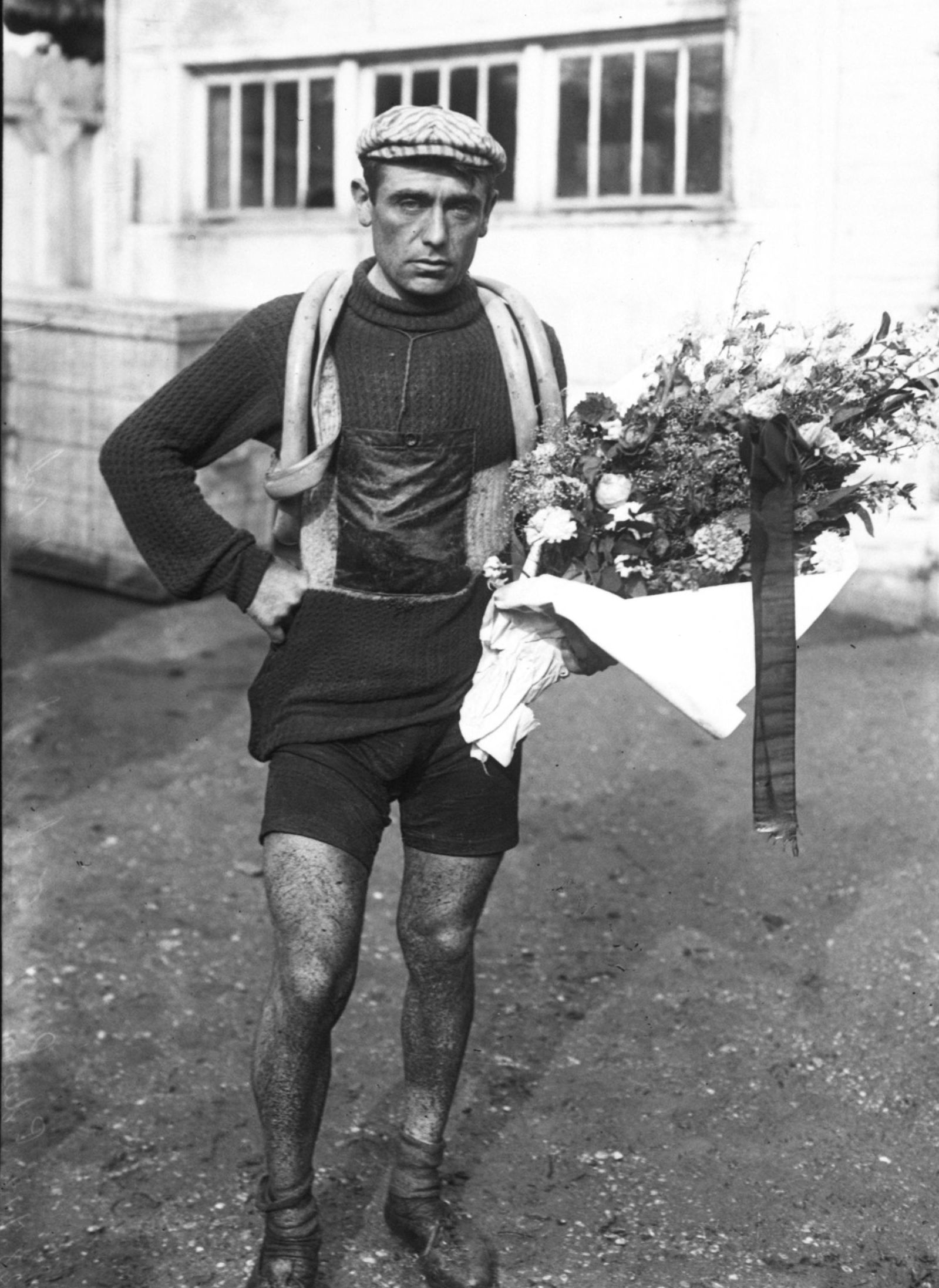
Eugène Christophe, en l'arribada a París.

### Etapes
| Etapa | Data         | Recorregut           | Km  | Vencedor d'etapa          | Líder de la general                           |
| ----- | ------------ | -------------------- | --- | ------------------------- | --------------------------------------------- |
| 1a    | 30 de juny   | París - Dunkerque    | 351 | Charles Crupelandt (FRA)  | Charles Crupelandt (FRA)                      |
| 2a    | 2 de juliol  | Dunkerque - Longwy   | 388 | Odile Defraye (BEL)       | Vincenzo Borgarello (ITA)                     |
| 3a    | 4 de juliol  | Longwy - Belfort     | 331 | Eugène Christophe (FRA)   | Odile Defraye (BEL)                           |
| 4a    | 6 de juliol  | Belfort - Chamonix   | 344 | Eugène Christophe (FRA)   | Odile Defraye (BEL)                           |
| 5a    | 8 de juliol  | Chamonix - Grenoble  | 345 | Eugène Christophe (FRA)   | Odile Defraye (BEL) · Eugène Christophe (FRA) |
| 6a    | 10 de juliol | Grenoble - Niça      | 323 | Octave Lapize (FRA)       | Odile Defraye (BEL) · Octave Lapize (FRA)     |
| 7a    | 12 de juliol | Niça - Marsella      | 334 | Odile Defraye (BEL)       | Odile Defraye (BEL)                           |
| 8a    | 14 de juliol | Marsella - Perpinyà  | 335 | Vincenzo Borgarello       | Odile Defraye (BEL)                           |
| 9a    | 16 de juliol | Perpinyà - Luishon   | 289 | Odile Defraye (BEL)       | Odile Defraye (BEL)                           |
| 10a   | 18 de juliol | Luishon - Baiona     | 326 | Louis Mottiat (BEL)       | Odile Defraye (BEL)                           |
| 11a   | 20 de juliol | Baiona – La Rochelle | 379 | Jean Alavoine (FRA)       | Odile Defraye (BEL)                           |
| 12a   | 22 de juliol | La Rochelle - Brest  | 470 | Louis Heusghem (BEL)      | Odile Defraye (BEL)                           |
| 13a   | 24 de juliol | Brest - Cherbourg    | 405 | Jean Alavoine (FRA)       | Odile Defraye (BEL)                           |
| 14a   | 26 de juliol | Cherbourg - Le Havre | 361 | Vincenzo Borgarello (ITA) | Odile Defraye (BEL)                           |
| 15a   | 28 de juliol | Le Havre - París     | 317 | Jean Alavoine (FRA)       | Odile Defraye (BEL)                           |

### Classificació General
Dels 131 ciclistes que van iniciar la cursa sols 41 l'acabaren. El vencedor, Odile Defraye, va rebre 5.000 francs per la seva victòria.
| Classificació General | Classificació General   | Classificació General | Classificació General | Classificació General |
| Pos.                  | Ciclista                | Patrocinador          | Punts                 |                       |
| --------------------- | ----------------------- | --------------------- | --------------------- | --------------------- |
| 1                     | Odile Defraye (BEL)     | Alcyon                | 49                    |                       |
| 2                     | Eugène Christophe (FRA) | Armor                 | 108                   |                       |
| 3                     | Gustave Garrigou (FRA)  | Alcyon                | 140                   |                       |
| 4                     | Marcel Buysse (BEL)     | Peugeot               | 147                   |                       |
| 5                     | Jean Alavoine (FRA)     | Armor                 | 148                   |                       |
| 6                     | Philippe Thys (BEL)     | Peugeot               | 148                   |                       |
| 7                     | Hector Tiberghien (BEL) | Griffon               | 149                   |                       |
| 8                     | Henri Devroye (BEL)     | Le Globe              | 163                   |                       |
| 9                     | Félicien Salmon (BEL)   | Peugeot               | 166                   |                       |
| 10                    | Alfons Spiessens (BEL)  | J.B. Louvet           | 167                   |                       |

### Altres classificacions
El vint-i-unè classificat, Jules Deloffre, guanyà la categoria dels "isolés" La classificació dels "isolés" es calculava de la mateixa manera que la classificació general, però només amb els resultats d'etapa obtinguts pels ciclistes que corrien en aquesta categoria. Això va fer possible que Deloffre superés a Pratesi amb 41 punts contra 42 punts en la categoria "isolés", mentre Pratesi ocupà una millor classificació en la general. El diari organitzador de la cursa, L'Auto anomenà a Odile Defraye el meilleur grimpeur, el millor escalador. Aquest títol no oficial és el predecessor de la classificació de la muntanya.